# Antonio Momplet
Antonio Momplet Guerra (* 1899 in Cádiz; † 10. August 1974 in Cadaqués) war ein spanischer Filmregisseur und Drehbuchautor.

## Anfänge
Momplet begann in Barcelona als Journalist zu arbeiten, vertrat Künstler und übersetzte Dialoge fremdsprachiger Filme. 1927 ging er nach Paris, wo er für die Gaumont wirkte und bei Maurice Tourneur und dessen Maison de danses 1931 arbeitete. Zu Beginn der 1930er Jahre gründete er die Zeitschrift Cine Art, für die er auch als Kritiker und Filmtheoretiker Aufsätze verfasste.

## Regisseur
1935 war er in seinem Heimatland für seinen ersten Film, Hombres contra hombres, ein pazifistischer Film, der im Ersten Weltkrieg spielte und von der Kritik gelobt wurde. Im November dieses Jahres beauftragte der Generaldirektor der gerade gegründeten Unión Film Momplet mit der Regie für La farándula mit sem Sänger Marcos Redondo in der Hauptrolle. Während der Dreharbeiten gab es erhebliche Probleme mit der Finanzierung, sodass Momplet einen anderen Film einschob, La millona, nach dessen Fertigstellung er den geplanten La fraándula wiederaufnahm. Der Spanische Bürgerkrieg beendete das Vorhaben endgültig; gedrehtes Material wurde vom Editor des Films nach Ende des Krieges in einer unangemessenen Form veröffentlicht.

## Im Exil
1937 flüchtete Momplet vor dem Bürgerkrieg nach Argentinien, wo er acht Spielfilme inszenierte, darunter Turbión (1938), Novios para las muchachas (1941), En el viejo Buenos Aires (1941) und Los hijos artificiales (1943). Dann führte ihn sein Weg weiter nach Mexiko, wo er am Drehbuch für den Abenteuerfilm El corsario negro nach dem gleichnamigen Roman von Emilio Salgari arbeitete, der von Chano Urueta inszeniert wurde. Ein eigener Film entstand mit Amok, nach der Novelle von Stefan Zweig, in dem María Félix, Julián Soler und Stella Inda mitwirkten. Unter seinen weiteren Filmen der folgenden Jahre ragt El buen mozo (1946) heraus, der für den Premio Ariel 1948 in zwei Kategorien nominiert wurde.
Weiter entstanden Drehbücher zu El que murió de amor nach der gleichnamigen Erzählung von Théophile Gautier im Jahr 1945, La mujer de todos nach dem gleichnamigen Bühnenstück von Robert Thoeren, das wiederum auf der Kameliendame von Alexandre Dumas der Jüngere und 1946 für Lágrimas de sangre. Zwischen 1947 und 1951 inszenierte Momplet zudem fünf Filme.

## Rückkehr nach Spanien
1952 war Momplet zurück in seinem Heimatland, wo er La hija del mar nach den Theaterstück von Ángel Guimerá drehte, dem Viento del norte (1954) folgte, für den Hauptdarsteller Enrique Alvarez Diosdado beim Filmfestival San Sebastián 1954 den Preis als besten Schauspieler gewann; Las de Caín (1959), Julia y el celacanto (1961) und andere folgten. 1962 erschien der Western El Sheriff terrible und Momplet schrieb das Skript zu Jandro, das Julio Coll umsetzte. Es war sein letzter Beitrag zum Kino.
Manchmal schien er in anglisierter Form als Anthony Momplet in den Titeln auf.

## Filmografie (Auswahl)
- 1935: La farandula
- 1944: Amok
- 1961: Der unbesiegbare Gladiator (Il gladiatore invincibile)
- 1962: Due contro tutti

## Nominierung
El buenmozo wurde in die Auswahl zum Premio Ariel 1948 für den besten Film und die beste Regie aufgenommen.